# Das Unbehagen in der Kultur
Das Unbehagen in der Kultur ist der Titel einer 1930 erschienenen Schrift von Sigmund Freud. Die Arbeit ist, neben Massenpsychologie und Ich-Analyse von 1921, Freuds umfassendste kulturtheoretische Abhandlung; sie gehört zu den einflussreichsten kulturkritischen Schriften des 20. Jahrhunderts. Thema ist der Gegensatz zwischen der Kultur und den Triebregungen. Die Kultur sei bestrebt, immer größere soziale Einheiten zu bilden. Hierzu schränke sie die Befriedigung sexueller und aggressiver Triebe ein; einen Teil der Aggression verwandle sie in Schuldgefühl. Auf diese Weise sei die Kultur eine Quelle des Leidens; ihre Entwicklung führe zu einem wachsenden Unbehagen.

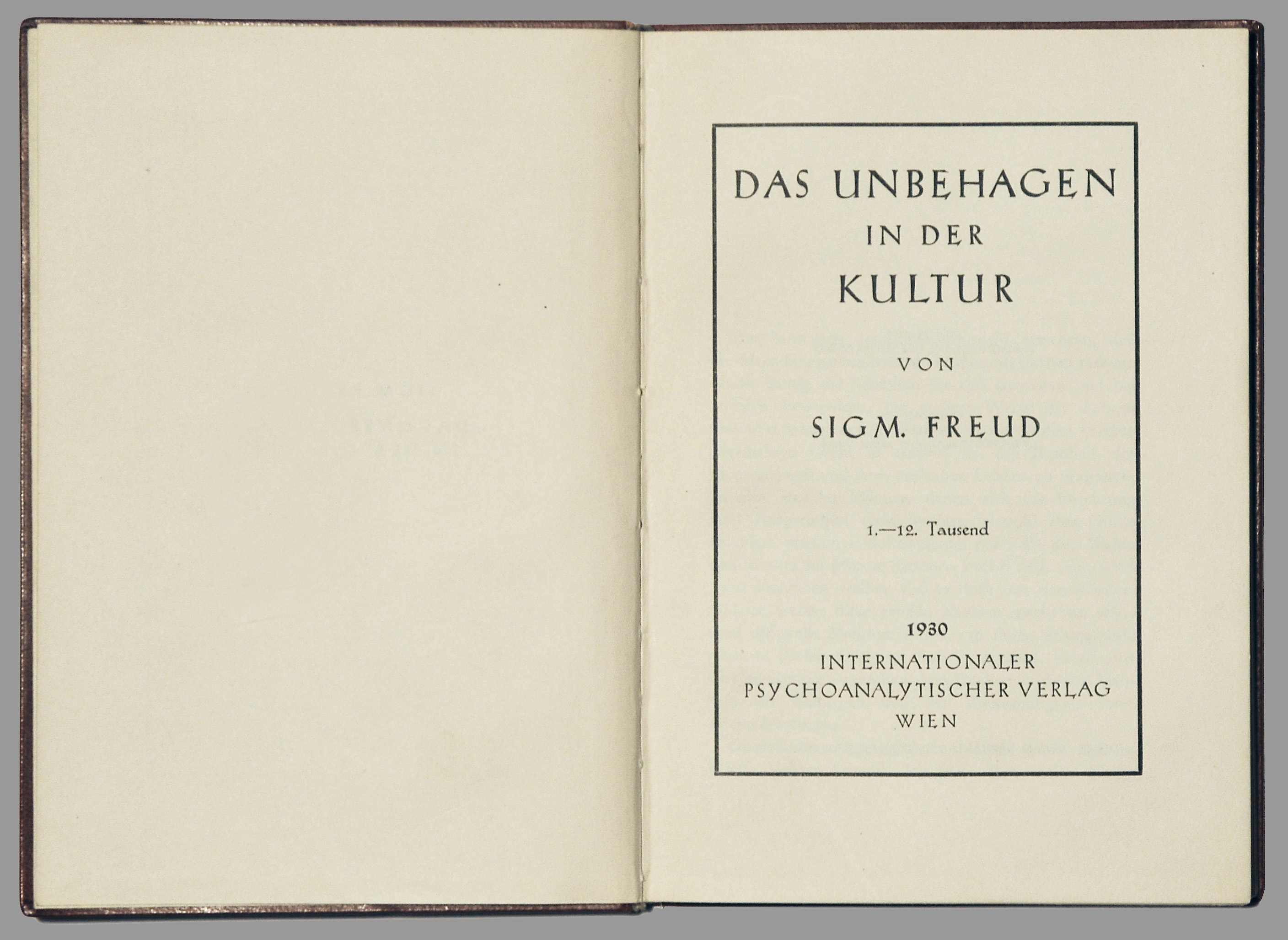
Titelblatt des Erstdrucks

## Inhalt

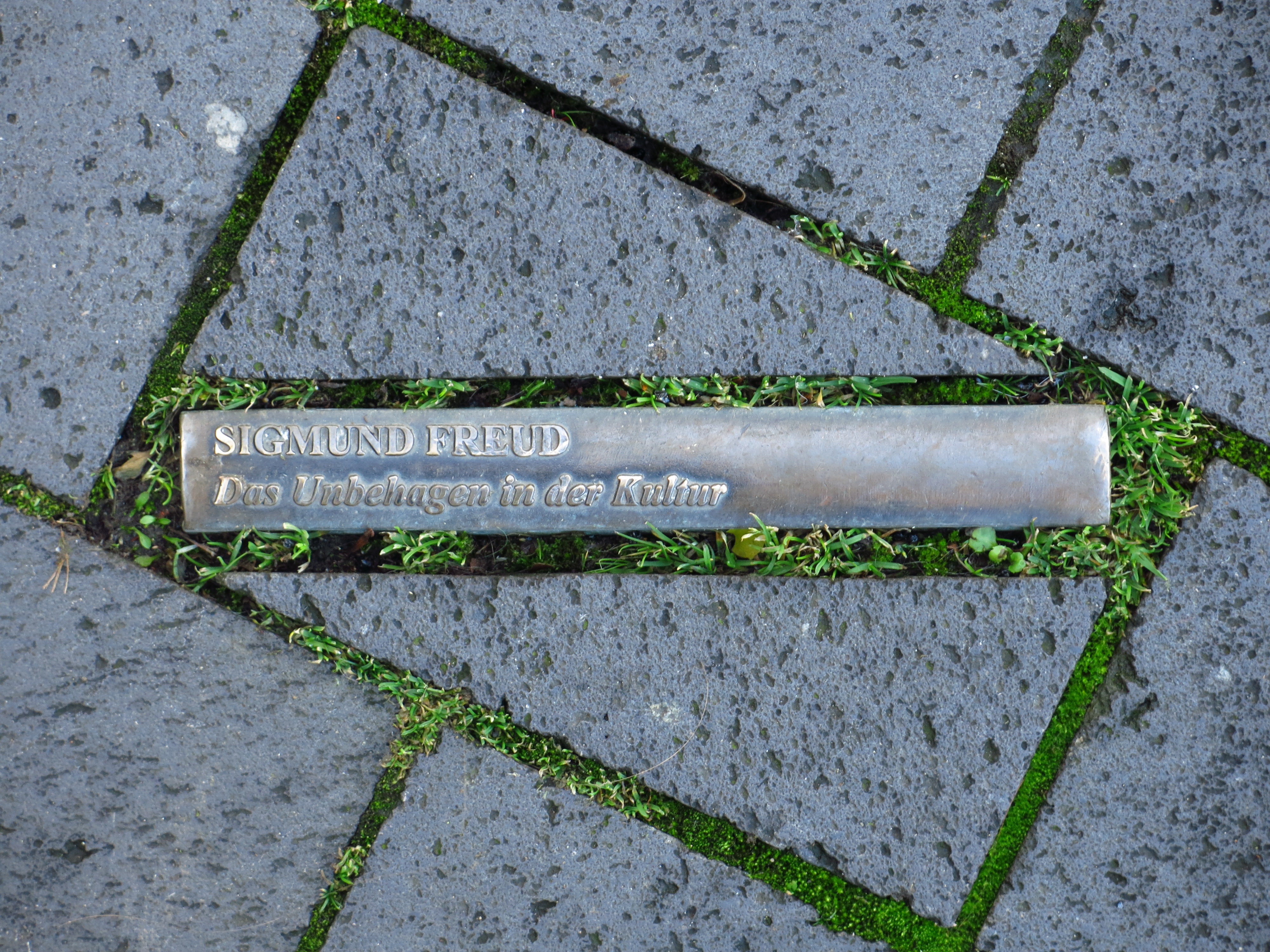
Sogenanntes Lesezeichen als Mahnmal zur Bücherverbrennung auf dem Bonner Markt

### Übersicht
Die Abhandlung beginnt mit einem Nachtrag zu Freuds Schrift Die Zukunft einer Illusion von 1927. Freud bekräftigt die dort entwickelte These von der Vatersehnsucht als Grundlage der Religion. Romain Rolland hatte dagegen eingewandt, die letzte Quelle der Religion sei das „ozeanische Gefühl“. Freud rekonstruiert dieses Gefühl als primären Narzissmus ohne Grenze zwischen dem Ich und der Außenwelt, und er räumt ein, dass dieser Narzissmus in eine Beziehung zur Religion geraten sein könne. Seine Bedeutung für die Religion sei allerdings sekundär. (Teil I)
Danach geht Freud zum Thema der Abhandlung über – dem Verhältnis von Kultur und „Unbehagen“, also Unlust, Leid, Unglück. Er beginnt mit einer Erörterung der verschiedenen Quellen der Unlust. Der Lebenszweck werde faktisch durch das Lustprinzip gesetzt, also durch das Streben nach Lust und Lustvermehrung. Dieses Prinzip sei jedoch nicht realisierbar; die Außenwelt, die sozialen Beziehungen und der eigene Körper seien Quellen von Unlust. Deshalb werde das Lustprinzip durch das Realitätsprinzip ersetzt, das Streben nach Unlustvermeidung durch Beeinflussung der Quellen der Unlust. Auch dieser Weg stoße jedoch auf Grenzen. (Teil II)
Eine wichtige Quelle des Unglücks sei die Kultur. Durch sie unterscheide sich der Mensch vom Tier, und sie habe zwei Ziele: die Beherrschung der Natur und die Regelung der menschlichen Beziehungen. Die Kultur sei auf der Versagung von Triebbefriedigung aufgebaut. Damit stehe sie im Gegensatz zur individuellen Freiheit, was Kulturfeindschaft hervorrufe. (Teil III)
Auf den ersten Blick sehe es anders aus, denn die Grundlage der Kultur sei, neben der gemeinschaftlichen Arbeit und Arbeitsteilung, die Liebe und damit die Triebbefriedigung. Die Liebe führe historisch zur Bildung der Familie, nicht nur die Liebe in ihrer sexuellen Form (Beziehung zwischen Mann und Frau), sondern auch in ihrer „zielgehemmten“, zärtlichen Gestalt (Beziehung zwischen Mutter und Kind). Zwischen Liebe und Kultur gebe es jedoch zugleich einen Gegensatz. Die Familie widersetze sich dem Ziel der Kultur, der Bildung immer größerer sozialer Einheiten. Und die Kultur unterwerfe das Sexualleben starken Einschränkungen, sodass die Sexualität des Kulturmenschen schwer geschädigt sei. (Teil IV)
Die Kultur stütze sich auf die Energie des Sexualtriebs, die Libido. Dabei verwende sie die Libido überwiegend in „zielgehemmter“ Form, um nämlich durch Identifizierung größere soziale Einheiten zu erzeugen. Diese Art der Libidoverwendung gehe jedoch auf Kosten des Sexuallebens, und die Versagung der Sexualbefriedigung führe zur Neurose. Damit stelle sich die Frage, warum die Kultur auf den zielgehemmten Sexualtrieb angewiesen ist. Freuds Antwort lautet: um damit einen anderen Trieb zu unterdrücken: die Neigung zur Aggression. Der Kulturmensch habe ein Stück Glücksmöglichkeit gegen ein Stück Sicherheit eingetauscht. (Teil V)
Freud nimmt an, dass der Mensch mit zwei Grundtrieben ausgestattet ist, Eros und Todestrieb. Der Eros trete in doppelter Form auf, als Narzissmus und als Objektliebe. Auch der Todestrieb zeige sich in zwei Gestalten; eine primäre Tendenz ist die der Selbstzerstörung, durch Ablenkung nach außen ergebe sich hieraus die Neigung zur Aggression und zur Destruktion. (Teil VI)
Die Aggression werde von der Kultur nicht einfach nur unterdrückt. Sie verwende einen Teil der unterdrückten Aggression, um eine für die Kultur wichtige psychische Größe hervorzubringen: das Schuldbewusstsein (oder Schuldgefühl oder Gewissen). Das Schuldbewusstsein entstehe dadurch, dass die aggressive Beziehung zu einer äußeren Autorität durch Identifizierung mit der Autorität verinnerlicht wird. Diese Identifizierung führe zur Ausdifferenzierung des Über-Ichs aus dem Ich, und das Gewissen beruhe auf der Aggression des Über-Ichs gegen das Ich. Das Schuldbewusstsein sei häufig unbewusst, es äußere sich dann als Strafbedürfnis. Seinen historischen Ursprung habe das Schuldgefühl im Mord der Söhne der Urhorde am Urvater und damit letztlich in der Ambivalenz von Eros und Todestrieb in der Beziehung zum Vater. (Teil VII)
Damit kommt Freud zur Hauptthese der Abhandlung: Der Preis für den kulturellen Fortschritt sei die zunehmende Glückseinbuße durch das wachsende Schuldgefühl. – Der Essay schließt mit einer Überlegung zum Verhältnis von Ethik und Neurose. Kulturen haben Freud zufolge, wie Individuen, ein Über-Ich. Das „Kultur-Über-Ich“ stelle Forderungen an die Beziehungen der Menschen zueinander; diese Forderungen – zusammengefasst in der Ethik – verlangen die Beherrschung der Triebe, und zwar in einem Maße, das dem Menschen nicht möglich sei. Möglicherweise seien einige Kulturen deshalb insgesamt „neurotisch“ geworden. Freud endet mit der Frage, ob sie therapiert werden können; er lässt diese Frage offen. (Teil VIII)

### Unverzichtbarkeit und Unerfüllbarkeit des Lustprinzips (Teil II)
Der Zweck des menschlichen Lebens besteht faktisch darin, nach Lust und in diesem Sinne nach Glück zu streben; der Lebenszweck wird also durch das „Lustprinzip“ gesetzt. Dieses Programm ist jedoch undurchführbar; „man möchte sagen, die Absicht, daß der Mensch glücklich sei, ist im Plan der 'Schöpfung' nicht enthalten.“ (208) Wir sind so eingerichtet, dass wir nicht die Dauer, sondern nur den Kontrast intensiv genießen können. „Das Programm, welches uns das Lustprinzip aufdrängt, glücklich zu werden, ist nicht zu erfüllen, doch darf man – nein, kann man – die Bemühungen, es irgendwie der Erfüllung näherzubringen, nicht aufgeben.“ (214 f.)
Unter dem Druck der Leidensmöglichkeiten wird das Streben nach Luststeigerung durch das Streben nach Unlustvermeidung ersetzt wie auch das Lustprinzip durch das bescheidenere Realitätsprinzip. Da es drei Quellen der Unlust gibt: den eigenen Organismus, die äußere Realität und die sozialen Beziehungen, gibt es drei Wege der Leidverminderung:
- das Beeinflussen des eigenen Organismus,
- das Umgestalten der äußeren Realität und
- das Erotisieren der sozialen Beziehungen – „eine der Erscheinungsformen der Liebe, die geschlechtliche Liebe, hat uns die stärkste Erfahrung einer überwältigenden Lustempfindung vermittelt und so das Vorbild für unser Glücksstreben gegeben“ (213).

All diese Möglichkeiten sind jedoch begrenzt; weder auf dem Weg der Lustgewinnung noch auf dem der Unlustvermeidung können wir alles, was wir begehren, erreichen.
- Die Beeinflussung des Organismus durch Rauschmittel, Abtöten der Triebe, Triebbeherrschung, Sublimierung oder Ersatzbefriedigung aus Illusionen (Kunst) geht mit einer Abschwächung der Glücksmöglichkeiten einher und ist meist nicht stark genug, das reale Elend vergessen zu machen.
- Wer sich verzweifelt gegen die äußere Realität empört, verfällt dem Wahnsinn. „Es wird aber behauptet, dass jeder von uns sich in irgendeinem Punkte ähnlich wie der Paranoiker benimmt, eine ihm unleidliche Seite der Welt durch eine Wunschbildung korrigiert und diesen Wahn in die Realität einträgt.“ (213)
- Die auf den Glückswert der Liebe gegründete Lebenstechnik macht von anderen abhängig und ist deshalb zugleich eine Quelle des Leidens.

Die Religion sorgt für Glückserwerb und Leidensschutz durch eine für alle gleiche Entstellung der Realität: einen Massenwahn. Dies erspart die individuelle Neurose, jedoch um den Preis des psychischen Infantilismus.

### Gegensatz von Kultur und individueller Freiheit (Teil III)
Einige behaupten, die Kultur sei selbst eine Quelle des Unglücks, und wir wären glücklicher, wenn wir die Kultur aufgeben würden. Eine Ursache für diese Kulturfeindschaft ist die Entdeckung, dass die Triebversagung, wie sie von der Kultur auferlegt wird, vom Menschen nicht ertragen wird und zur Neurose führt, wodurch das bisschen Glück, zu dem der Kulturmensch fähig ist, untergraben wird. Eine andere Ursache ist die Erfahrung, dass die Fortschritte der Wissenschaften und der Technik uns nicht glücklicher gemacht haben.
Was also ist Kultur? Sie besteht aus denjenigen Einrichtungen, durch die wir uns vom Tier unterscheiden. Diese Einrichtungen haben zwei Funktionen: sie dienen dem Schutz vor der Natur, und sie regeln die Beziehungen der Menschen untereinander.
Merkmale der Kultur sind:
- Wissenschaft und Technik – der Mensch ist eine Art „Prothesengott“ geworden (222),
- Schönheit, Sauberkeit und Ordnung,
- Leistungen, die aus höheren psychischen Tätigkeiten hervorgehen: Wissenschaft, Kunst, Religion, Philosophie, Ausbildung von Idealen,
- die Regelung der sozialen Beziehungen, insbesondere durch das Recht, somit die Ersetzung der Macht der Einzelnen durch die der Gemeinschaft.

Die individuelle Freiheit hingegen ist kein Kulturgut. „Es scheint nicht, dass man den Menschen durch irgendwelche Beeinflussung dazu bringen kann, seine Natur in die eines Termiten umzuwandeln, er wird wohl immer seinen Anspruch auf individuelle Freiheit gegen den Willen der Masse verteidigen.“ (226)
Ein guter Teil des Ringens der Menschheit geht darum, „einen zweckmäßigen, d. h. beglückenden Ausgleich zwischen diesen individuellen und den kulturellen Massenansprüchen zu finden, es ist eines ihrer Schicksalsprobleme, ob dieser Ausgleich durch eine bestimmte Gestaltung der Kultur erreichbar oder ob der Konflikt unversöhnlich ist.“ (226)
Durch die Entwicklung der Kultur haben sich die menschlichen Triebanlagen verändert; dieser Prozess ähnelt der Libidoentwicklung des Einzelnen. Die wichtigsten Triebschicksale sind
- die Ausbildung bestimmter Charaktereigenschaften, z. B. in Gestalt des Analcharakters,
- die Sublimierung der Triebziele
- und die Nichtbefriedigung der Triebe, die Kulturversagung (227), die die sozialen Beziehungen beherrscht und zur Kulturfeindschaft führt.

### Liebe als Grundlage und Widerpart der Kultur (Teil IV)
Am Anfang der Kulturentwicklung stand der aufrechte Gang; er führte, in einer „'organischen Verdrängung'“ (229), zur Unterdrückung der Geruchserotik, zum Überwiegen der Gesichtsreize, zur Sichtbarkeit der Genitalien. Dies ermöglichte die Kontinuität der Sexualerregung und gab dem Männchen ein Motiv, die Sexualobjekte bei sich zu behalten. Daraus entwickelte sich die Urhorde unter dem Kommando eines tyrannischen Vaters, der alle Frauen für sich behielt; Freud greift hier auf eine These zurück, die er bereits in Totem und Tabu von 1912/13 entwickelt hatte. Die vom Vater ausgestoßenen Söhne schlossen sich zusammen und ermordeten den Vater. Aus Reue über die Tat erließen sie, in einem Akt des nachträglichen Gehorsams, die ersten Tabuvorschriften und damit das erste Recht.
Die Kultur ermöglicht es, dass eine größere Anzahl von Menschen in Gemeinschaft bleiben konnte. Diese Ausweitung des Gemeinschaftslebens hat zwei Grundlagen. Sie beruht einerseits auf dem Zwang zur Arbeit, also auf äußerer Not, auf „Ananke“ (griechisch für 'Notwendigkeit'). Basis der Gemeinschaft ist aber zugleich die „Macht der Liebe“, von Freud „Eros“ (230) genannt. Sie bildet in zwei Formen ein Fundament der Kultur, in Gestalt der genitalen Liebe mit direkter sexueller Befriedigung in der Beziehung von Mann und Frau und in der Form der „zielgehemmten“ Liebe, der Zärtlichkeit, in der Beziehung zwischen Mutter und Kind.
Zwischen Liebe und Kultur gibt es jedoch nicht nur ein Fundierungsverhältnis, sondern auch einen Konflikt. Die Kultur ist bestrebt, immer größere Einheiten zu bilden, die Familie aber will das Individuum nicht freigeben; dabei treten die Frauen in den Dienst der Familie und des Sexuallebens, die Kulturarbeit wird zur Sache der Männer.
Umgekehrt ist die Kultur mit der Tendenz zur Einschränkung des Sexuallebens verbunden, vom Inzestverbot über das Verbot der Homosexualität und der Perversionen bis zur Monogamie. „Dabei benimmt sich die Kultur gegen die Sexualität wie ein Volksstamm oder eine Schicht der Bevölkerung, die eine andere ihrer Ausbeutung unterworfen hat. Die Angst vor dem Aufstand der Unterdrückten treibt zu strengen Vorsichtsmaßregeln.“ (233) Durch all diese Verbote schneidet die Kultur viele vom Sexualgenuss ab „und wird so eine Quelle schwerer Ungerechtigkeit“ (234). Dies führt dazu, dass das Sexualleben des Kulturmenschen schwer geschädigt ist, „es macht mitunter den Eindruck einer in Rückbildung befindlichen Funktion“ (234).
Aber möglicherweise versagt uns nicht nur die Kultur, sondern auch etwas am Wesen der sexuellen Funktion selbst die volle Befriedigung. Durch die Entwertung des Geruchssinns droht die gesamte Sexualität, nicht nur die Analerotik, ein Opfer der Verdrängung zu werden, „so daß seither die sexuelle Funktion von einem weiter nicht zu begründenden Widerstreben begleitet wird, das eine volle Befriedigung verhindert und vom Sexualziel wegdrängt zu Sublimierungen und Libidoverschiebungen“ (235).

### Unterdrückung der Aggression durch zielgehemmte Libido (Teil V)
Der Gegensatz der Kultur zum Sexualtrieb beruht darauf, dass die Kultur bestrebt ist, größere soziale Einheiten zu bilden und dass sie sich hierbei mit der wechselseitigen Abhängigkeit durch Arbeitsteilung nicht begnügt. Sie ist vielmehr bestrebt, durch Identifizierung zwischen den Mitgliedern der Gemeinschaft libidinöse Bindungen herzustellen. Zur Gemeinschaftsbildung verwendet die Kultur also Libido, sexuelle Energie, jedoch in Form von zielgehemmter Libido. Diese Art der Verwendung geht unvermeidlich auf Kosten der unmittelbar sexuellen Libido, und die sexuelle Versagung führt bei einigen zur Neurose.
Warum genügt es der Kultur nicht, die Gemeinschaftsbildung auf die äußere Notwendigkeit zu gründen, warum versucht sie, die Mitglieder der Gemeinschaft zusätzlich durch zielgehemmte Libido aneinander zu binden? Ursache ist der Aggressionstrieb.
Auf sie verweist das Gebot „Du sollst deinen Nächsten lieben wie dich selbst“. Dieses Gebot ist eine Reaktionsbildung gegen die menschliche Neigung zur Aggression.

„Das gern verleugnete Stück Wirklichkeit hinter all dem ist, daß der Mensch nicht ein sanftes liebebedürftiges Wesen ist, das sich höchstens, wenn angegriffen, auch zu verteidigen vermag, sondern daß er zu seinen Triebbegabungen auch einen mächtigen Anteil von Aggressionsneigung rechnen darf. Infolgedessen ist ihm der Nächste nicht nur möglicher Helfer und Sexualobjekt, sondern auch eine Versuchung, seine Aggression an ihm zu befriedigen, seine Arbeitskraft ohne Entschädigung auszunützen, ihn ohne seine Einwilligung sexuell zu gebrauchen, sich in den Besitz seiner Habe zu setzen, ihn zu demütigen, ihm Schmerzen zu bereiten, zu martern und zu töten.“

Die primäre Feindseligkeit hat zur Folge, dass die Kulturgesellschaft beständig vom Zerfall bedroht ist. Und eben darum ist es nicht ausreichend, die Gemeinschaft nur durch die Arbeitsteilung und die damit einhergehende wechselseitige Abhängigkeit zusammenzuhalten. Die Kultur muss gegen die Aggressionsneigung eine Kraft aufbieten, die stärker ist als das vernünftige Interesse, und diese Kraft sind die triebhaften Leidenschaften.

„Daher also das Aufgebot von Methoden, die die Menschen zu Identifizierungen und zielgehemmten Liebesbeziehungen antreiben sollen, daher die Einschränkung des Sexuallebens und daher auch das Idealgebot, den Nächsten so zu lieben wie sich selbst, das sich wirklich dadurch rechtfertigt, daß nichts anderes der ursprünglichen menschlichen Natur so sehr zuwiderläuft.“

Allerdings hat diese Kulturbestrebung bisher nicht viel erreicht. Die Kommunisten glauben, dass der Mensch von Natur aus gut ist und dass die Feindseligkeit mit der Abschaffung des Privateigentums verschwinden wird. Das jedoch ist eine Illusion – das Privateigentum ist nur eines von vielen Werkzeugen, deren die Aggression sich bedient.
Der Vorteil eines kleineren Kulturkreises besteht darin, dass er es gestattet, die Feindseligkeit gegen Außenstehende zu richten.

„Es ist immer möglich, eine größere Menge von Menschen in Liebe aneinander zu binden, wenn nur andere für die Äußerung der Aggression übrigbleiben. […] Das überallhin versprengte Volk der Juden hat sich in dieser Weise anerkennenswerte Verdienste um die Kulturen seiner Wirtsvölker erworben (…).“

Nachdem der Apostel Paulus die allgemeine Menschenliebe zur Grundlage der christlichen Gemeinde gemacht hatte, war die äußerste Intoleranz des Christentums gegen die draußen Verbliebenen eine unvermeidliche Folge.

„Es war auch kein unverständlicher Zufall, daß der Traum einer germanischen Weltherrschaft zu seiner Ergänzung den Antisemitismus aufrief, und man erkennt es als begreiflich, daß der Versuch, eine neue kommunistische Kultur in Rußland aufzurichten, in der Verfolgung der Bourgeois seine psychologische Unterstützung findet. Man fragt sich nur besorgt, was die Sowjets anfangen werden, nachdem sie ihre Bourgeois ausgerottet haben.“

Das Unbehagen in der Kultur beruht also darauf, dass sie nicht nur der Sexualität, sondern auch der Aggressionsneigung des Menschen große Opfer auferlegt. Was er dafür gewinnt, ist Sicherheit. Man darf erwarten, dass solche Änderungen der Kultur durchgesetzt werden können, die unsere Bedürfnisse besser befriedigen. Aber man muss sich auch mit der Idee vertraut machen, dass es Triebeinschränkungen gibt, die dem Wesen der Kultur anhaften und die keinem Reformversuch weichen werden.

### Kultur als Kampf zwischen Eros und Todestrieb (Teil VI)
Freud untermauert seine Erklärung des Unbehagens in der Kultur durch die Unterscheidung von zwei Grundtrieben, dem Eros und dem Todestrieb, womit er an die Triebtheorie anknüpft, die er 1920 in Jenseits des Lustprinzips vorgestellt hatte.
Die beiden Triebe sind, Freud zufolge, in sämtlichen Lebewesen wirksam, angefangen bei den Einzellern; ihr Gegeneinander erzeugt die unterschiedlichen Phänomene des Lebendigen. Gemeinsam ist beiden Trieben, dass sie „konservativ“ sind: Beide streben danach, einen früheren Zustand wiederherzustellen, und hieraus erklärt sich beim Menschen das Phänomen des Wiederholungszwangs.
Der Eros, auch „Lebenstrieb“ genannt, zielt darauf ab, die lebende Substanz zu erhalten und zu größeren Einheiten zu verbinden; seine Energie heißt „Libido“. Der Todestrieb besteht in dem Drang, größere Einheiten aufzulösen und in einen anorganischen Zustand zurückzuführen. Der Eros tritt in zwei Gestalten auf, als Narzissmus und als Objektliebe, und auch der Todestrieb hat zwei Ausprägungen, die nach innen gerichtete Tendenz zur Selbstzerstörung und die nach außen gerichtete Neigung zu Aggression und Destruktion, auch „Destruktionstrieb“ genannt. Bei beiden Grundtrieben ist die nach innen gerichtete Strebung primär: die Objektlibido ist Ich-Libido, die auf Objekte abgelenkt wurde, und die Destruktion beruht darauf, dass der Trieb zur Selbstzerstörung auf Objekte umgelenkt worden ist.
Eros und Todestrieb treten niemals isoliert voneinander auf, sie sind immer miteinander verbunden. Masochismus und Sadismus sind mit Eros vermischte Äußerungen des Todestriebs. Im Falle des Masochismus ist es der Trieb zur Selbstzerstörung, der sich mit dem Eros vereinigt hat, im Falle des Sadismus der nach außen gerichtete Aggressionstrieb.
Die Kultur ist ein „Prozeß, der über die Menschheit abläuft“ (249), ein Prozess im Dienste des Eros, der Menschen zu größeren Einheiten zusammenzufassen sucht. Diesem Programm der Kultur widersetzt sich der natürliche Aggressionstrieb, der nach außen abgelenkte Vertreter des Todestriebs. Der Sinn der Kultur ist deshalb der Kampf zwischen Eros und Todestrieb.

### Umwandlung von Aggression in Schuldbewusstsein (Teil VII)
Die Aggression wird von der Kultur nicht einfach nur unterdrückt. Die Kultur verwendet die unterdrückte Aggression vielmehr zum Aufbau der Kultur, und zwar dadurch, dass sie die Aggressionslust in Schuldbewusstsein verwandelt. Das Unbehagen in der Kultur beruht also nicht nur auf dem Unbefriedigtsein, hervorgerufen durch die Unterdrückung der beiden Grundtriebe, sondern auch auf dem mit der Kultur verbundenen Schuldbewusstsein, oder auch „Schuldgefühl“ oder „Gewissen“. Die Entwicklung der Kultur – die Vereinigung von Menschen zu immer größeren Massen – geht unvermeidlich mit der Zunahme des Schuldgefühls einher, bis zu einer Höhe, die für den Einzelmenschen möglicherweise unerträglich ist.
Das Schuldbewusstsein entwickelt sich beim Kind in zwei Stufen:
- Auf der ersten Stufe bezieht es sich auf eine äußere Autorität. Das Kind wird durch diese Autorität an den frühesten und bedeutsamsten Bedürfnisbefriedigungen gehindert, es reagiert hierauf mit einer erheblichen Aggressionsneigung, und es verzichtet aus Angst vor dem Liebesverlust darauf, diese Aggression zu befriedigen. Das Schuldgefühl beruht hier auf „'soziale[r]' Angst“ (S. 251) vor der Autorität.
- Aus dieser schwierigen Situation  hilft sich das Kind, indem es in der zweiten Phase die unangreifbare Autorität durch Identifizierung in das Ich aufnimmt. Die äußere Autorität wird so zum Über-Ich, das sich dem Ich entgegenstellt und seine Aggression gegen das Ich richtet. Das Schuldgefühl bekommt damit die Form des schlechten Gewissens, es beruht auf der Angst des Ichs vor dem Über-Ich.

Das Schuldgefühl ist also eine Abart der Angst. Die Angst steckt hinter allen Symptomen, sie ist teilweise unbewusst, und deshalb ist es denkbar, dass auch Schuldbewusstsein zum großen Teil unbewusst ist und dem Bewusstsein nur im Strafbedürfnis zugänglich ist.
Die Strenge des Über-Ichs hat zwei Quellen. Sie entstammt einerseits der Härte, die das Kind von der äußeren Autorität erfuhr, sie vertritt aber auch diejenige Aggression, die das Kind selbst gegen die noch nicht verinnerlichte elterliche Autorität richtete. Auch liberal erzogene Kinder können deshalb ein grausames Über-Ich entwickeln.
Anfangs wird das Gewissen zur Quelle des Triebverzichts; später wird der Triebverzicht zur Quelle des Gewissens: je größer der Triebverzicht – je tugendhafter also das Ich –, desto stärker ist das schlechte Gewissen. Dies ist deshalb der Fall, weil die Aggression des Über-Ichs sich nicht mehr nur gegen die vollzogenen Taten richtet, sondern bereits gegen die bloßen Impulse zur Tat, gegen die unzerstörbaren libidinösen und aggressiven Wünsche. Auch durch Missgeschicke wird die Strenge des Über-Ichs verstärkt, da das Schicksal als Ersatz der Elterninstanz gedeutet wird, im religiösen Zusammenhang beispielsweise als Ausdruck des göttlichen Willens. Die Verinnerlichung der Autorität führt also dazu, dass der Triebverzicht keine voll befreiende Wirkung mehr hat; „für ein drohendes äußeres Unglück – Liebesverlust und Strafe von Seiten der äußeren Autorität – hat man ein andauerndes inneres Unglück, die Spannung des Schuldbewusstseins, eingetauscht.“ (254) Das Schuldgefühl ist das wichtigste Problem der Kulturentwicklung.
Der historische Ursprung des Schuldgefühls ist der Urvatermord, wie Freud ihn 1912/13 in Totem und Tabu dargestellt hatte. Die Aggression wurde in diesem Fall nicht unterdrückt, sondern ausgeführt. Wie war es möglich, dass die Söhne Reue über die Tat empfanden, also ein nachträgliches Schuldgefühl entwickelten? Die Voraussetzung war die Gefühlsambivalenz gegenüber dem Vater; der Mord bewirkte den Wechsel vom Hass zur Liebe, von der einen Seite der ambivalenten Einstellung zur anderen Seite; in der Reue kam die Liebe zum Vorschein. Letztlich geht das Schuldgefühl also auf die Gefühlsambivalenz gegenüber dem Vater zurück und damit auf den Konflikt zwischen dem Todestrieb und dem Eros.
Während die Verdrängung des Todestriebs das Schuldgefühl erzeugt, führt die Verdrängung des Eros zum Symptom, etwa zu den Zwangsgedanken des Zwangsneurotikers oder den Wahnvorstellungen des Paranoikers.

### Die unpsychologische Ethik des Kultur-Über-Ichs (Teil VIII)
Ähnlich wie ein Individuum bildet auch eine Gemeinschaft ein Über-Ich aus, unter dessen Einfluss sich die Kultur entwickelt. Es beruht auf dem Eindruck, den große Führerpersönlichkeiten hinterlassen haben, häufig solche, die zu Lebzeiten grausam behandelt wurden, wie etwa Jesus. Das Kultur-Über-Ich stellt strenge Idealforderungen, deren Nichtbefolgung durch das Schuldgefühl bestraft wird. Diejenigen Forderungen, die die Beziehungen der Menschen zueinander betreffen, werden als Ethik zusammengefasst. Sie haben vor allem das Ziel, das größte Hindernis der Kultur, die konstitutionelle Aggressivität des Menschen, wegzuräumen.
Die ethischen Forderungen des Kultur-Über-Ichs sind unpsychologisch. Es

„kümmert sich nicht genug um die Tatsachen der seelischen Konstitution des Menschen, es erläßt ein Gebot und fragt nicht, ob es dem Menschen möglich ist, es zu befolgen. Vielmehr, es nimmt an, […], dass dem Ich die unumschränkte Herrschaft über sein Es zusteht. Das ist ein Irrtum, und auch bei normalen Menschen lässt sich die Beherrschung des Es nicht über bestimmte Grenzen steigern. Fordert man mehr, so erzeugt man beim einzelnen Auflehnung oder Neurose oder macht ihn unglücklich.“

So ist beispielsweise das Gebot „Liebe deinen Nächsten wie dich selbst“ undurchführbar. Eine reale Veränderung der Besitzverhältnisse würde mehr Abhilfe schaffen als ein solches Gebot.
Die Kultur hat Ähnlichkeit mit der Entwicklung des Einzelnen; also sind manche Kulturen möglicherweise insgesamt „neurotisch“ geworden. Könnte man diese Neurosen dann mit Hilfe der Psychoanalyse untersuchen und therapeutische Vorschläge anschließen?

„Ich könnte nicht sagen, daß ein solcher Versuch zur Übertragung der Psychoanalyse auf die Kulturgemeinschaft unsinnig oder zur Unfruchtbarkeit verurteilt wäre. Aber man müßte sehr vorsichtig sein, nicht vergessen, daß es sich doch nur um Analogien handelt […]. Und was die therapeutische Verwendung der Einsicht betrifft, was hülfe die zutreffendste Analyse der sozialen Neurose, da niemand die Autorität besitzt, der Masse die Therapie aufzudrängen? Trotz aller dieser Erschwerungen darf man erwarten, daß jemand eines Tages das Wagnis einer solchen Pathologie der kulturellen Gemeinschaften unternehmen wird.“

Die Schicksalsfrage der Menschenart besteht darin, ob es ihrer Kulturentwicklung gelingen wird, der Störung des Zusammenlebens durch den menschlichen Aggressions- und Selbstvernichtungstrieb Herr zu werden.

„Die Menschen haben es jetzt in der Beherrschung der Naturkräfte so weit gebracht, dass sie es mit deren Hilfe jetzt leicht haben, einander bis auf den letzten Mann auszurotten. Sie wissen das, daher ein gut Stück ihrer gegenwärtigen Unruhe, ihres Unglücks, ihrer Angststimmung.“

## Einordnung
Mit der Niederschrift von Das Unbehagen in der Kultur begann Freud im Sommer 1929; Anfang November des Jahres wurde das Manuskript in Satz gegeben. Es erschien noch im selben Jahr, obwohl das Titelblatt die Jahreszahl 1930 trägt. Das erste Kapitel wurde etwas früher als die übrigen Teile in der Zeitschrift Psychoanalytische Bewegung, Bd. 1 (4), November–Dezember 1929 veröffentlicht; das fünfte Kapitel erschien als selbständiger Artikel in der nächsten Ausgabe dieser Zeitschrift.
Das Thema der Kultur beschäftigte Freud bereits in den Briefen an Wilhelm Fließ. Am 31. Mai 1897 schrieb er:
„‚Heilig‘ ist, was darauf beruht, daß die Menschen zugunsten der größeren Gemeinschaft ein Stück ihrer sexuellen und Perversionsfreiheit geopfert haben. Die Abscheu vor dem Inzest (ruchlos) beruht darauf, daß infolge der sexuellen Gemeinschaft (auch in [der] Kinderzeit) die Familienmitglieder dauernd zusammenhalten und des Anschlusses an Fremde unfähig werden. Er ist also antisozial – Kultur besteht in diesem fortschreitenden Verzicht.“ Freuds früheste Veröffentlichung zum Konflikt zwischen den Trieben und der Kultur ist der Aufsatz Die „kulturelle“ Sexualmoral und die moderne Nervosität von 1908. Er verfolgt das Thema weiter in Totem und Tabu (1913) und Zeitgemäßes über Krieg und Tod (1915). Die Frage der Kulturfeindlichkeit beschäftigt ihn in Die Zukunft einer Illusion (1927).
Der Aggressionstrieb wurde von Freud anfänglich als eine Komponente der Sexualtriebe oder auch der Selbsterhaltungstriebe betrachtet; in den Drei Abhandlungen zur Sexualtheorie (1905) finden sich beide Vorstellungen nebeneinander. In der Falldarstellung des „kleinen Hans“ schrieb er, gegen die Auffassungen von Alfred Adler: „Ich kann mich nicht entschließen, einen besonderen Aggressionstrieb neben und gleichberechtigt mit den uns vertrauten Selbsterhaltungs- und Sexualtrieben anzunehmen.“ (Analyse der Phobie eines fünfjährigen Knaben, 1909) Erst in Jenseits des Lustprinzips von 1920 akzeptiert er einen selbstständigen Zerstörungstrieb; bereits hier nimmt er an, dass die nach außen gerichtete Aggression sekundär ist und aus der Umlenkung einer ursprünglichen Selbstzerstörungstendenz hervorgeht.
Die Entstehung des Schuldgefühls wird von Freud ausführlich im fünften Teil von Das Ich und das Es (1923) behandelt. In dem Aufsatz Das ökonomische Problem des Masochismus (1924) befasst er sich mit dem Unterschied zwischen dem unbewussten Schuldgefühl und dem moralischen Masochismus.
Die Annahme, es gebe eine organische Verdrängung, die der Kultur den Weg gebahnt habe, bringt Freud ebenfalls bereits in den Fließ-Briefen vor (Brief vom 14. November 1897); dort findet sich auch bereits die Überlegung, dass der aufrechte Gang und damit die Vorherrschaft des Gesichts- über den Geruchssinn an dieser organischen Verdrängung beteiligt sein könnte. In den veröffentlichten Schriften wird diese Möglichkeit in der Analyse des „Rattenmanns“ erwähnt (Bemerkungen über einen Fall von Zwangsneurose, 1909) sowie in dem Aufsatz Über die allgemeinste Erniedrigung des Liebeslebens (1912).
Eine Art Fortsetzung von Das Unbehagen in der Kultur ist die kurze Schrift Warum Krieg? von 1933.

## Abwehr der Politisierung der Psychoanalyse

### Freuds Zurückschrecken vor praktischen Konsequenzen
Freud war von Beginn an, wie er sagte, nicht so sehr Seelenarzt, sondern eher ein „Konquistadorentemperament“, jemand, der noch unerforschte geistige Kontinente erobern wollte. Dabei stieß er aber schon früh an seine inneren Grenzen. Denn obwohl er, nach Eroberung des Kontinents des Unbewussten, durch seine Neurosenlehre im Grunde „die gesamte Menschheit zum Patienten“ gemacht hatte – schon wegen der weltweiten Verbreitung der Religionen und ihrer säkularen Ersatzideologien – scheute er zurück, wenn es um praktische Konsequenzen aus dieser Auffassung ging: Konkrete Gesellschaftskritik, politische Schritte zur Neurosenprophylaxe lehnte er seiner inneren Einstellung nach ab.

### Otto Gross
Den ersten seiner Schüler, der hier Konsequenzen aus Freuds Erkenntnissen zu ziehen begann, Otto Gross, verbannte Freud regelrecht aus dem Kreis seiner Schüler. Damals, 1908, besiegelte Freud den Vorgang mit seiner theoretischen Gegenschrift Die ‚kulturelle‘ Sexualmoral und die moderne Nervosität.

### Wilhelm Reich
Der unterdrückte Impuls lebte aber in den 1920er Jahren unter einigen seiner Schüler wieder auf, diesmal kräftiger in Gestalt des sog. Freudomarxismus. Der theoretisch und politisch aktivste Freudomarxist war in den zwanziger Jahren Wilhelm Reich. Reich schrieb in seiner wissenschaftlichen Autobiographie: „Die wenigsten wissen, dass Freuds Unbehagen in der Kultur in den erwähnten Kulturdiskussionen [im engeren Kreis um Freud] zur Abwehr meiner aufblühenden Arbeit und der von ihr ausgehenden ‚Gefahr‘ entstand.“
Freuds Buch bestätigt deutlich, besonders auf den letzten Seiten, dass es gerade in der Auseinandersetzung mit Reich entstanden war. Als Reich jedoch nicht einlenkte, wurde auch er, 1934, von Freud aus dem Kreis der Psychoanalytiker ausgeschlossen.

### Frankfurter Schule und 68er
Ein weiterer gesellschaftskritischer und politischer Ansatz zur Verbindung von Marxismus und Freuds Denken und zur Kritik am unbehaglichen Gegensatz von Natur und Kultur entwickelte sich ab den späten zwanziger Jahren in Form der Kritischen Theorie der Frankfurter Schule. Führende Persönlichkeiten waren hier vor allem Max Horkheimer, Theodor W. Adorno, Herbert Marcuse und Erich Fromm.
Mit der 68er-Bewegung gewann der Ansatz der Frankfurter Schule, der u. a. besonderes Gewicht auf die Erforschung der autoritären Persönlichkeit legte, vorübergehend in den Geistes- und Gesellschaftswissenschaften an Einfluss. Der nicht offen ausgetragene Konflikt zwischen Freud und Reich, der Freud einst zur Darlegung seiner Position veranlasste, wurde in diesen Diskursen nicht näher thematisiert.

### Ausgaben
Sigmund Freud: Das Unbehagen in der Kultur.
- Internationaler Psychoanalytischer Verlag, Wien 1930. (Erstdruck, Digitalisat)
- In: Sigmund Freud: Gesammelte Werke, chronologisch geordnet. Bd. 14. Hrsg. v. Anna Freud unter Mitarbeit von Marie Bonaparte. Imago, London 1948, S. 421–516.
- In: Sigmund Freud: Studienausgabe, Bd. IX. Fragen der Gesellschaft, Ursprünge der Religion. Hrsg. v. Alexander Mitscherlich, Angela Richard, James Strachey. Fischer, Frankfurt am Main 1997, ISBN 3-10-822729-7, S. 191–270.  (Mit editorischer Vorbemerkung und Anmerkungen; nach dieser Ausgabe wird oben zitiert)
- In: Sigmund Freud: Das Unbehagen in der Kultur und andere kulturtheoretische Schriften. Mit einer Einleitung von Alfred Lorenzer und Bernard Görlich. Fischer-Taschenbuch, Frankfurt am Main 1994 und öfter, ISBN 3-596-10453-X, S. 29–108.
- Hg. v. Lothar Bayer und Kerstin Krone-Bayer. Reclam, Stuttgart 2010, ISBN 978-3-15-018697-8. (Mit Zeilenkommentar und Nachwort)

Englische Ausgabe
- Civilization and Its Discontents, London: Hogarth Press 1930.

### Sekundärliteratur
- Herbert Bickel, Helmwart Hierdeis (Hrsg.): „Unbehagen in der Kultur“. Variationen zu Sigmund Freuds Kulturkritik. Lit, Wien, Berlin, Münster 2009, ISBN 978-3-8258-1869-2.
- Margret Dörr, Josef Christian Aigner (Hrsg.): Das neue Unbehagen in der Kultur und seine Folgen für die psychoanalytische Pädagogik. Vandenhoeck & Ruprecht, Göttingen 2009, ISBN 978-3-525-40204-7.
- Erich Fromm: The Human Implications of Instinctivistic „Radicalism“. A Reply to Herbert Marcuse. In: Dissent, 1955, S. 342–349 (Kritik an Marcuses Deutung von „Das Unbehagen in der Kultur“)
- Gerhard Gamm: Interpretation. Sigmund Freud: Das Unbehagen in der Kultur. In: Interpretationen. Hauptwerke der Sozialphilosophie.  Reclam, Ditzingen 2001, ISBN 3-15-018114-3, S. 108–133.
- Bernard Görlich: Die Wette mit Freud. Herbert Marcuse liest 'Das Unbehagen in der Kultur'. In: Ders.: Die Wette mit Freud. Drei Studien zu Herbert Marcuse. Nexus, Frankfurt am Main 1991, ISBN 3-923301-39-1, S. 55–107
- Peter Imbusch: Sigmund Freuds Unbehagen in der Kultur. In: Ders.: Moderne und Gewalt. Zivilisationstheoretische Perspektiven auf das 20. Jahrhundert. VS Verlag für Sozialwissenschaften, Wiesbaden 2005, ISBN 3-8100-3753-2, S. 87–162
- Franz Kaltenbeck: Sigmund Freud: Immer noch Unbehagen in der Kultur? Diaphanes, Berlin 2009, ISBN 978-3-03734-069-1.
- Pierre Kaufmann: Freud: Die Freudsche Kulturtheorie. In: François Châtelet (Hrsg.): Geschichte der Philosophie, Bd. 8: Das XX. Jahrhundert. Ullstein, Frankfurt am Main u. a. 1975
- Jacques Le Rider, Michel Plon, Gérard Raulet, Henri Rey-Flaud: Autour du „Malaise dans la culture“ de Freud. Presses Universitaires de France, Paris 1998, ISBN 2-13-049405-6.
- Herbert Marcuse: Triebstruktur und Gesellschaft. Ein philosophischer Beitrag zu Sigmund Freud. Übersetzt von Marianne von Eckardt-Jaffe. 17. Auflage. Suhrkamp, Frankfurt am Main 1995, ISBN 3-518-01158-8 (erschien zuerst 1955 unter dem Titel Eros and civilization, enthält eine an Max Horkheimer orientierte Deutung von „Das Unbehagen in der Kultur“)
- Raul Páramo-Ortega: Das Unbehagen an der Kultur. Urban & Schwarzenberg, München u. a. 1985, ISBN 3-541-14211-1
- Gunzelin Schmid Noerr Zur Kritik des Freudschen Kulturbegriffs. In: Psyche 47 (1993), S. 325–343
- Elmar Waibl: Gesellschaft und Kultur bei Hobbes und Freud. Das gemeinsame Paradigma der Sozialität. Löcker, Wien 1980, ISBN 3-85409-018-8
- Stefan Zweig: Freuds neues Werk „Das Unbehagen in der Kultur“, in: Rezensionen 1902–1939. Begegnungen mit Büchern. 1983 (E-Text)